# 2,6-Lutidin
Das 2,6-Lutidin (2,6-Dimethylpyridin) ist eine organische Verbindung, die zu den Heterocyclen (genauer: Heteroaromaten) zählt. Es besteht aus einem Pyridinring, der mit zwei Methylgruppen substituiert ist. Es gehört zur Stoffgruppe der Lutidine, einer Gruppe von sechs Konstitutionsisomeren mit der Summenformel C7H9N. Es besitzt einen charakteristischen nussartigen Geruch.

## Vorkommen

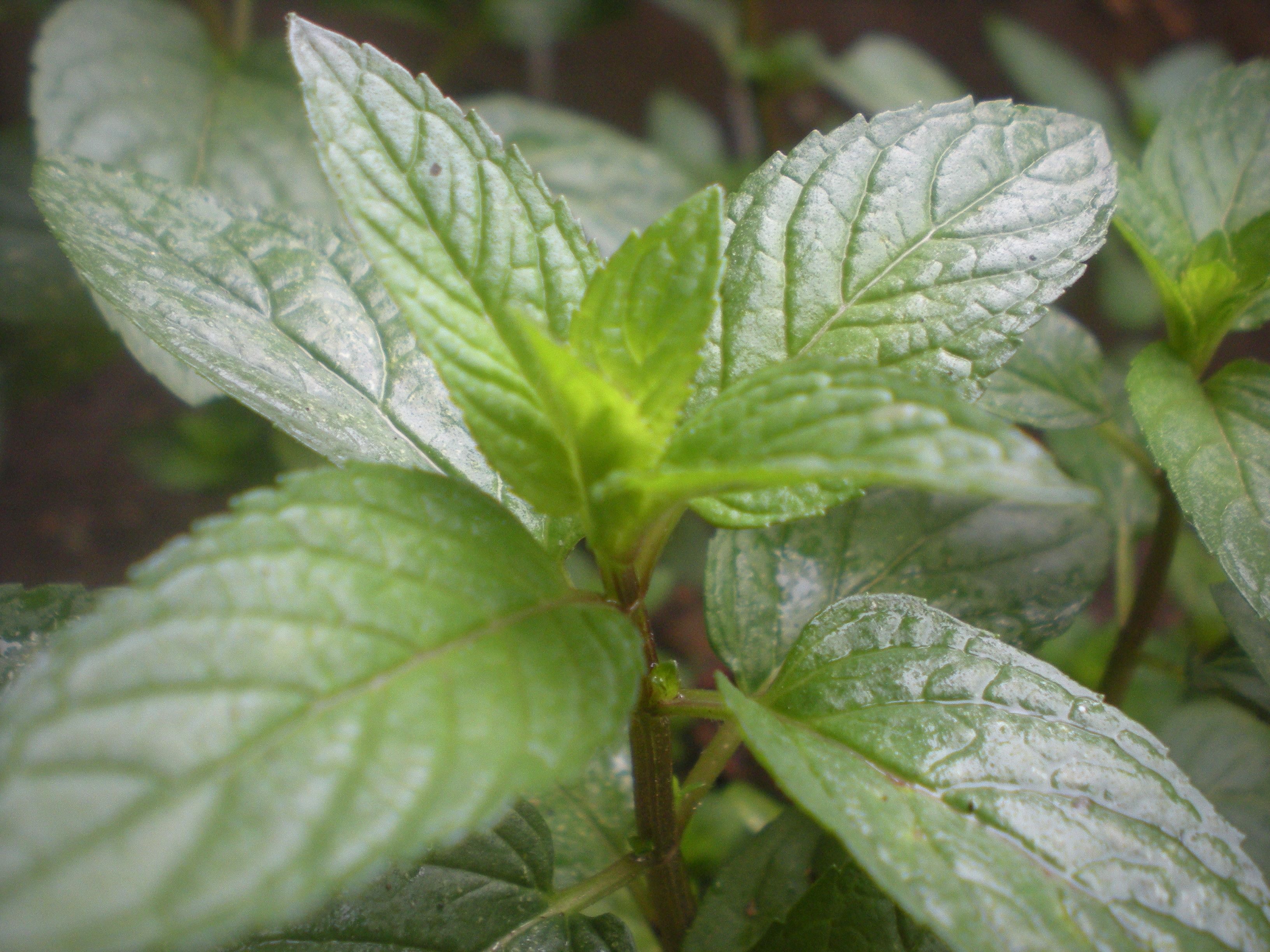
Pfefferminze enthält 2,6-Lutidin

2,6-Dimethylpyridin kommt natürlich in Teeblättern und den Blättern der Pfefferminze vor. Es wurde aus Steinkohlenteer und Knochenöl isoliert.

## Darstellung
Die Darstellung erfolgt analog der Hantzschschen Dihydropyridinsynthese aus Acetessigsäureethylester (als β-Ketocarbonylverbindung), Formaldehyd und Ammoniak im Verhältnis 2:1:1 in Gegenwart von etwas Diethylamin. Durch Oxidation der Methylgruppen entsteht die Dipicolinsäure.
In der organischen Synthese dient das 2,6-Lutidin als sterisch gehinderte Base, beispielsweise bei der Schützung von Alkoholen als Silylether.